# Валі-ду-Ріу-дус-Бойс (мікрорегіон)
Валі-ду-Ріу-дус-Бойс (порт. Microrregião do Vale do Rio dos Bois) — мікрорегіон в Бразилії, входить в штат Гояс. Складова частина мезорегіону Південь штату Гояс. Населення становить 110 423 чоловік на 2006 рік. Займає площу 13 608,603 км². Густота населення — 8,0 чол./км².

## Склад мікрорегіону
До складу мікрорегіону включені наступні муніципалітети:
1. Акреуна
2. Кампестрі-ді-Гояс
3. Сезаріна
4. Едеаліна
5. Едея
6. Індіара
7. Жандая
8. Палмейрас-ді-Гояс
9. Палмінополіс
10. Парауна
11. Сан-Жуан-да-Парауна
12. Турвеландія
13. Варжан

| Бразилія | Це незавершена стаття з географії Бразилії. Ви можете допомогти проєкту, виправивши або дописавши її. |